# Altefähr
Altefähr é um município da Alemanha localizado no distrito de Vorpommern-Rügen, estado de Mecklemburgo-Pomerânia Ocidental.

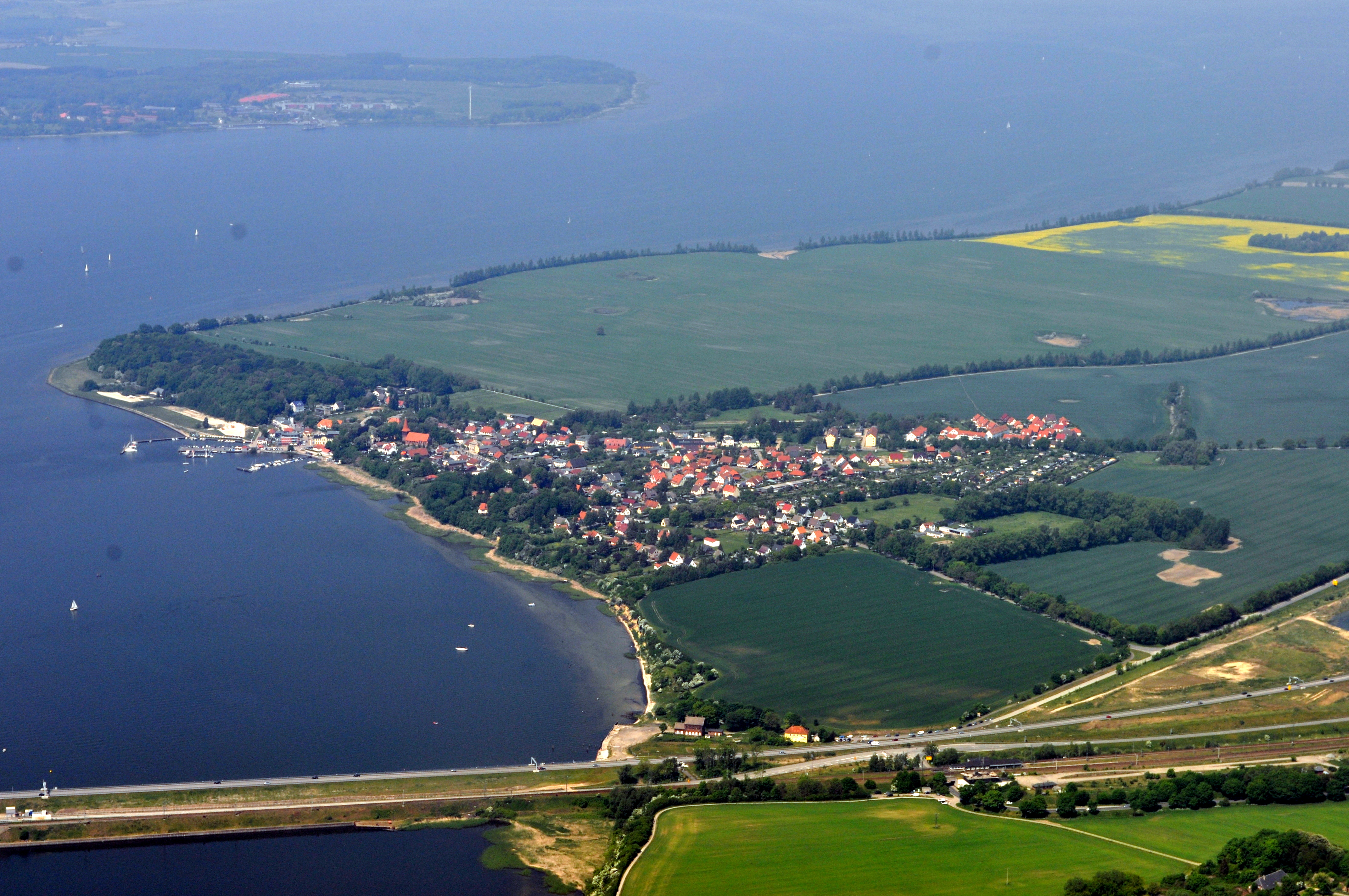
Altefähr (2011)

Pertence ao Amt de West-Rügen.